# Dương Sĩ Kỳ
Dương Ngụ (chữ Hán: 楊寓; 1365 - 1444), tự Sĩ Kỳ (士奇), hiệu Đông Lý (東里) là một trọng thần bốn đời vua Thành Tổ, Nhân Tông, Tuyên Tông, Anh Tông thời nhà Minh.

## Tiểu sử
Dương Sĩ Kỳ nguyên quán Thái Hoà, Giang Tây. Dương Sĩ Kỳ mất cha từ khi còn nhỏ, mẹ ông vì vậy tái giá với một người họ La, nên ông cũng đổi sang họ La. Sau một lần thấy nhà họ La tế tổ, Dương Sĩ Kỳ lúc ấy còn nhỏ bắt chước làm bàn thờ cúng tổ tiên họ Dương. Việc bị phát giác, song cha dượng ủng hộ Dương Sĩ Kỳ, cho phép khôi phục họ gốc. Không lâu người cha dượng bị chết ở Thiểm Tây. Ông cùng mẹ về Đức An làm thầy đồ nhiều năm ở vùng Hồ Quảng.

## Quan lộ
Dương Sĩ Kỳ là Nội các Thủ phụ ở bốn đời Hoàng đế nhà Minh là Minh Thành Tổ, Minh Nhân Tông, Minh Tuyên Tông và Minh Anh Tông. Ông và Dương Phổ, Dương Vinh được gọi là Tam Dương được xem là những vị quan trọng yếu của triều đình lúc bấy giờ.
Dưới thời Minh Huệ Đế, vua đã triệu tập các quan văn biên soạn bộ Minh Thái Tổ Thực Lục. Vì có tài kinh sử, ông được Vương Thúc Anh và Phương Hiếu Nhụ tiến cử và được chọn vào Hàn lâm viện tham gia biên soạn. Sau đó, bộ Lại tiến hành khảo thí các quan lại được vào Hàn lâm viện, sau khi xem bài thi Dương Sĩ Kỳ, Lại Bộ Thượng Thư Trương Đãn nói: "Đây chẳng phải lời của một kinh sinh." Vì vậy, ông vẫn ở vị trí đầu tiên. Phó thẩm lý Ngô Vương vẫn còn giữ được vị trí trong thư viện biên soạn.
Sau khi Minh Thành Tổ lên ngôi, ông đổi Dương Sĩ Kỳ thành Biên tu tại Hàn lâm viện. Ngay sau đó, ông được sung vào Nội các, phụ trách cơ vụ. Vài tháng sau, ông được thăng cấp lên Thị giảng. Vào năm Vĩnh Lạc thứ 2, Dương Sĩ Kỳ được bổ nhiệm làm Tả trung doãn. Ba năm sau, ông được thăng làm Tả Dụ Đức. Năm Vĩnh Lạc thứ 6, Minh Thành Tổ tuần du lên phía bắc, lệnh cho Dương Sĩ Kỳ ở lại phụ tá Thái tử giám quốc. Thái tử Chu Cao Sí là người thích văn chương, thường mượn thơ để nói. Dương Sĩ Kỳ khuyên Thái tử rằng: "Người làm vua của thiên hạ thì nên chú ý nghiên cứu Lục kinh, thời gian rỗi thì nên đọc chiếu lệnh thời Lưỡng Hán. Thơ ca chỉ là thứ đủ để vẽ được con giun, không phải là thứ để học." Thái tử tỏ ý tán thành.
Năm Vĩnh Lạc thứ 9, Minh Thành Tổ quay lại Nam Kinh và triệu kiến Thái tử và Dương Sĩ Kỳ về tình hình trong nước. Dương Sĩ Kỳ khen Thái tử là người hiếu nghĩa, "tài cao, là người biết lỗi lầm của mình mà sửa, có tấm lòng nhân hậu, tuyệt đối sẽ không bao giờ phụ sự phó thác của bệ hạ." Nghe vậy, Minh Thành Tổ rất hài lòng.
Năm Vĩnh Lạc thứ 12, trong lúc Chu Đệ hành quân về phía bắc tiến đánh Bắc Nguyên, Dương Sĩ Kỳ vẫn làm phụ tá giúp Thái tử giám quốc. Lúc bấy giờ Chu Cao Hú bắt đầu có ý định dòm ngó đến ngôi vị Thái tử. Khi Chu Đệ từ mạc bắc trở về, Chu Cao Sí chậm chạp nghênh đón khiến vua nổi giận, liền bắt giam quan lại ở Đông cung để hỏi tội. Sau khi được triệu vào cung chất vấn về Thái tử, Dương Sĩ Kỳ nói: "Thái tử vẫn là người hiếu kính như trước. Chuyện nghênh đón chậm trễ là tội của chúng thần." Chu Đệ sau khi nghe lời này mới bình tĩnh lại một chút. Nhiều trọng thần trong triều liên tiếp dâng sớ luận tội Dương Sĩ Kỳ, Chu Đệ vì vậy đã lệnh tống giam trong chiếu ngục của Cẩm y vệ, không lâu sau thì thả.
Năm Vĩnh Lạc 19, ông được thăng làm Binh bộ Thượng thư, nắm giữ Binh Bộ.
Năm Hồng Hi nguyên niên, ông trở Thủ Phụ Nội các đại thần
Dưới triều Tuyên Tông, hết thảy chính sự lớn nhỏ Tuyên Tông đều giao cho Đại học sĩ Dương Sĩ Kỳ xử lý. Chỉ khi các lão thần như Lại bộ Thượng thư Giản Nghĩa, Hộ bộ Thượng thư Hạ Nguyên Cát xin tiếp thì Tuyên Tông mới gặp, còn lại đều do Dương Sĩ Kỳ đảm trách.

## Tính cách
Dương Sĩ Kỳ là người thận trọng và không bao giờ bàn chuyện công với ai trong nhà, dù cho đó là người thân cận của ông. Trước mặt Minh Thành Tổ, Dương Sĩ Kỳ cư xử thận trọng, thể hiện tài năng đối đáp và lập luận sắc bén. Có lần Quảng Đông Bố chính sứ phụ Từ Kỳ đem tặng đặc sản địa phương cho các quan viên nội đình, có người lấy được danh sách lễ vật đem dâng lên Hoàng đế. Minh Thành Tổ xem danh sách không thấy tên của Dương Sĩ Kỳ nên đã triệu ông ta đến để hỏi. Dương Sĩ Kỳ trả lời: "Khi Từ Kỳ tới Quảng Đông nhập chức, nhiều bá quan làm văn thơ tiễn đưa, thần lúc đó đang ốm không tham gia nên [lần này] không có tên trong danh sách. Phải chăng nếu lúc đó thần không ốm thì có tên cũng nên, việc này thần không dám chắc. Huống hồ lễ vật đều là thứ nhỏ nhặt, nên không có ý tứ gì khác." Minh Thành Tổ nghe vậy liền mệnh lệnh thiêu hủy danh sách.

## Tác phẩm
Một tác phẩm còn sót lại của Dương Sĩ Kỳ là Đông Lý toàn tập. Một số bài thơ bao gồm Lưu Bá Xuyên tịch thượng tác, Thanh minh hữu cảm.